# الرومانية الكاثوليكية في جورجيا

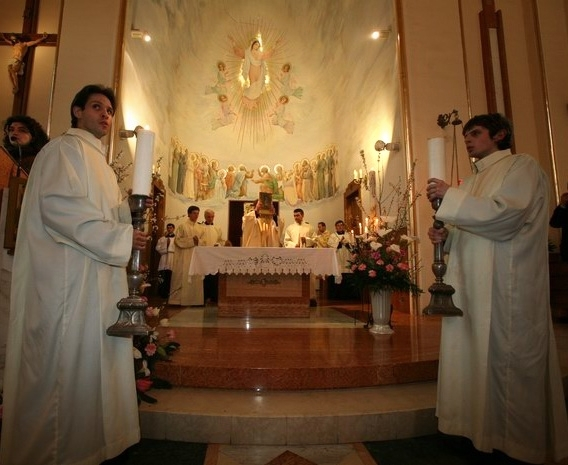
كاثوليك خلال قداس في كاتدرائية القديسة مريم في تبليسي.

الكنيسة الكاثوليكية الجورجية هي جزء من الكنيسة الكاثوليكية العالمية في ظل القيادة الروحية للبابا في روما، وفقاً لتعداد السكان عام 2014 فإن حوالي 0.8% من مجمل السكان من الكاثوليك. وتشير التقديرات إلى أن هناك نحو 80,000 من السكان الجورجيين إثنيًا والكاثوليك مذهبيًا في جورجيا ونحو 10,000 من السكان الجورجيين إثنيًا والكاثوليك مذهبيًا في مدينة إسطنبول في عام 1955، ويعود تواجد المجتمع الجورجي المنتمي إلى الكنيسة الجورجية البيزنطية وهي كنيسة كاثوليكية شرقية إلى أواخر القرن الثامن عشر. تأثر المجتمع الجورجي الكاثوليكي سلبًا على خلفية بوغروم إسطنبول عام 1955 حيث هاجر معظم الجورجيين إلى أستراليا وكندا وأوروبا والولايات المتحدة في أعقاب المذبحة. اعتبارًا من عام 1994، لم يتبقى في إسطنبول سوى نحو 200 جورجي كاثوليكي وحفنة من العائلات اليهودية الجورجية. ويتواجد أغلب الكاثوليك الجورجيين في مدينة تبليسي وباطوم.